# Diocèse d'Ariano Irpino-Lacedonia
Le diocèse d'Ariano Irpino-Lacedonia (en latin : Dioecesis Arianensis Hirpinus-Laquedoniensis ; en italien : Diocesi di Ariano Irpino-Lacedonia) est un diocèse de l'Église catholique en Italie, suffragant de l'archidiocèse de Bénévent et appartenant à la région ecclésiastique de Campanie.

## Territoire
Le diocèse a sous sa juridiction une partie de la province d'Avellino, les autres parties de cette province étant dans les diocèses de Nole et d'Avellino et dans les archidiocèses de Sant'Angelo dei Lombardi-Conza-Nusco-Bisaccia, Salerne-Campagna-Acerno et de Bénévent. Il a trois communes sur la province de Bénévent et une dans la province de Foggia. Son territoire a une superficie de 781 km2 divisé en 43 paroisses et regroupés en 4 archidiaconés. L'évêché est à Ariano Irpino où se trouve la cathédrale de l'Assomption. La cathédrale de Lacedonia est cocathédrale depuis la fusion des diocèses en 1986. La ville de Trevico possède également une cathédrale, souvenir de l'ancien diocèse de Trevico (it), avant sa fusion avec le diocèse de Lacedonia le 27 juin 1818.

## Histoire
Le diocèse actuel est fondé le 30 septembre 1986 par l'union des diocèses d'Ariano et de Lacedonia par le décret Instantibus votis de la congrégation pour les évêques.

### Diocèse d'Ariano Irpino
Les origines et la diffusion du christianisme sur le territoire d’Ariano sont incertaines. La tradition donne saint Libérateur d'Ariano (it), martyr lors de la persécution de Dioclétien (début du IVe siècle), comme premier évêque d’Ariano. Le diocèse est documenté pour la première fois au Xe siècle. Par la bulle Cum certum sit du pape Jean XIII du 26 mai 969, l'archidiocèse de Bénévent devient siège métropolitain et l'archevêque Landolfo I a le droit de consacrer ses évêques suffragants, y compris celui d'Ariano. Le premier évêque connu d’Ariano est Bonifacio, dont le nom figure dans un décret du mois d’août 1039. 
Après l'évêque Bonifacio, c'est Mainardo I est documenté à cinq reprises d’octobre 1069 à novembre 1080. Il fait construire un nouveau baptistère dans la cathédrale, comme en témoigne une inscription encore conservée à l'intérieur du bâtiment ; il prend part à la consécration de l'église de Montecassino par le pape Alexandre III et d'un concile provincial à Bénévent ; en 1080, d'après une déclaration faite par Mainardo en faveur du monastère de sainte Sophie à Bénévent, il est clair que d'autres évêques l'ont précédé au siège d'Ariano, mais dont les noms sont inconnus, à l'exception de Bonifacio. Le successeur de Mainardo I est incertain.
À l'évêque Orso (de 1449 à 1463 environ), nous devons la reconstruction de la cathédrale détruite par le tremblement de terre du 5 décembre 1456 et l'organisation de divers synodes diocésains ; sa mémoire est perpétuée par les fidèles avec une plaque au palais épiscopal. Nicola Ippoliti (1480-1481) construit la façade de la cathédrale ornée de statues des patrons du diocèse : Othon Frangipane, Elzéar de Sabran et de la Vierge. L'édifice est consacré solennellement en 1512 par l'évêque Diomède Carafa, qui agrandit également le palais de l'évêque. La cathédrale doit être restaurée rapidement à cause des dommages subis à la suite du tremblement de terre de mars 1517. En 1540, c'est toujours l'évêque Carafa qui fonde la bibliothèque diocésaine. À l'époque de Mgr Alfonso Ferrera (1585-1602), le diocèse comprend environ huit mille habitants et une communauté religieuse formée de cent vingt prêtres, quarante moines et seize bénédictines ; il y a cinq monastères masculins : cisterciens, franciscains, bénédictins, augustins et dominicains. À Donato Laurenti (1563-1584), nous devons l’institution du séminaire, reconstruite par Ottavio Ridolfi en 1617. Laurenti s'engage également à promouvoir et à appliquer les directives du concile de Trente dans le diocèse.
Au cours des décennies suivantes, le diocèse est mis à rude épreuve par une série de tremblements de terre survenus en juin 1688, en septembre 1694, en mars 1702 et en novembre 1732. Filippo Tipaldi (1717-1748) prévoit à la fin de la crise sismique, de reconstruire la cathédrale et le séminaire. Il se rend plusieurs fois au diocèse et célèbre plusieurs synodes diocésains ; impose l'obligation d'enseigner la doctrine chrétienne dans toutes les paroisses ; institue des cours préparatoires pour les professeurs de religion dans les écoles et s'engage à s'occuper des archives diocésaines. En 1736, le diocèse comptait 18 150 habitants et les églises soumises à sa juridiction comptaient 80 unités, dont 350 ecclésiastiques et 10 couvents masculins.
Parmi les évêques du XIXe siècle, on peut noter particulièrement de Domenico Russo (1818-1837) qui œuvre principalement pour la formation du clergé et des fidèles ; à cette fin, il établit pour son diocèse les missions populaires confiées aux missionnaires du Précieux-Sang, parmi lesquelles oeuvre également le fondateur, saint Gaspard del Bufalo. En 1914, le territoire de Roseto Valfortore passa du diocèse de Ariano à celui de Lucera. Au XXe siècle, l'évêque Giuseppe Lojacono (1918-1939) est responsable de la célébration du premier congrès liturgique diocésain, de la fondation de l'action catholique diocésaine et de l'établissement du bulletin diocésain, tandis que le successeur Gioacchino Pedicini donne naissance au premier congrès diocésain eucharistique (1949). En 1978, Ariano cède la municipalité de Monteleone di Puglia au diocèse de Bovino, dont il acquit en échange celui de Montaguto. En 1986, juste avant l’union avec Lacedonia, le diocèse d’Ariano Irpino comprend 28 paroisses.

### Diocèse de Lacedonia
Le siège épiscopal de Lacedonia est documenté de manière historique depuis le XIe siècle. Le premier évêque attribué par certains auteurs à ce siège est Siméon qui, selon un décret de 1059, prend part à la consécration de l'abbaye de Monticchio (it), après avoir participé au premier concile de Melfi (it) ; cependant, certains historiens estiment que le document relatif à l'abbaye de Monticchio est faux et que, par conséquent, l'existence réelle de Siméon est incertaine. 
Il n'y a que trois évêques attribués à Lacédoine aux XIe et XIIe siècles : Desiderio, dont le nom apparaît dans deux décrets de 1082 et 1085 en relation avec la donation de l'église de Santa Maria di Giuncara au monastère de Cava ; Giacinto, qui fait don de l'église lacédonienne de San Nicola au même monastère ; et Angelo, qui prend part au troisième concile du Latran de 1179. Le diocèse est suffragant de l'archidiocèse de Conza et ne comprend que deux villes : Lacedonia et Rocchetta Sant'Antonio.
Les évêques les plus connus de Lacedonia sont Guglielmo di Nardò (1392-1396), Antonio Dura (1506-1538), Gianfranco Carducci (1565-1584), le mathématicien Marco Pedacca (1584-1602) qui est le premier à appliquer les décrets du concile de Trente ; l'érudit Giacomo Candido (1606-1608) ami et disciple de saint Philippe Neri ; Gian Gerolamo Campanili (1608-1625) qui organise le seul synode diocésain (1614) dont les archives sont conservées ; Giacomo Giordano (1651-1561) qui fait construire le palais épiscopal et planifie la construction de la nouvelle cathédrale ; Benedetto Bartolo (1672-1684), est enlevé par des brigands et racheté par la marquise de Carpi ; Giambattista Morea (1684-1711) qui supprime certaines fêtes d'origine païenne célébrées à la veille de l'Épiphanie et pose la première pierre de la nouvelle cathédrale.
Le 27 juin 1818, par la bulle De utiliori du pape Pie VII, le diocèse de Trevico est supprimé et son territoire est incorporé dans celui du diocèse de Lacedonia.
Parmi les évêques du XIXe siècle, nous peut citer Vincenzo Ferrari (1819-1824), fondateur d'un mont frumentaire (it) à Lacedonia en faveur des paysans et contre l'usure ; Michele Lanzetta (1834-1842), qui crée le séminaire ; Giovanni Maria Diamare (1885-1888) qui, pour promouvoir la culture au sein du clergé, institue des réunions de formation mensuelles ; et Diomede Falconio, délégué apostolique au Canada et aux États-Unis, puis fait cardinal en 1911. Giulio Tommasi, ancien archevêque de Conza et évêque de Sant'Angelo dei Lombardi et Bisaccia, est également nommé évêque de Lacedonia en 1928 unissant les quatre sièges in persona episcopi. À sa mort en 1936 et après quatre ans de siège vacant, Lacedonia obtient son propre évêque. Le 30 avril 1979, Lacedonia passe de la suffrageance de Conza à celle de Bénévent. Le 25 mai 1983, à la suite du décret De animarum de la congrégation pour les évêques, le diocèse cède la ville de Rocchetta Sant'Antonio au diocèse d'Ascoli Satriano.

### Diocèse d'Ariano Irpino-Lacedonia
Le 9 mai 1974, Agapito Simeoni est nommé évêque d'Ariano Irpino et de Lacedonia, unissant in persona espiscopa les deux diocèses, tous deux vacants depuis plusieurs années. Le 30 septembre 1986, en vertu du décret Instantibus votis de la congrégation pour les évêques, l’union devient complète et le diocèse prend son nom actuel.
L’évêque Eduardo Davino crée l’office diocésain du patrimoine culturel ecclésiastique et contribue à l’ouverture du musée dans le trésor de la basilique-cathédrale et du musée diocésain d’art sacré dans l’ancienne église de Santa Lucia et Maria Santissima Annunziata di Ariano Irpino. En 1997 et 1998, par deux décrets de la congrégation pour les évêques, les limites des diocèses d'Irpinia et de Bénévent sont revues. Le diocèse d’Ariano Irpino-Lacedonia acquiert les municipalités de Greci et Savignano Irpino de l’archidiocèse de Bénévent, Grottaminarda du diocèse d’Avellino et Vallata de l’archidiocèse de Sant'Angelo dei Lombardi-Conza-Nusco-Bisaccia et cède les municipalités de Sant'Arcangelo Trimonte et Buonalbergo à l'archidiocèse de Bénévent.

## Sources
- « Diocese of Ariano Irpino-Lacedonia », sur www.catholic-hierarchy.org